# کاخ چهارباغ

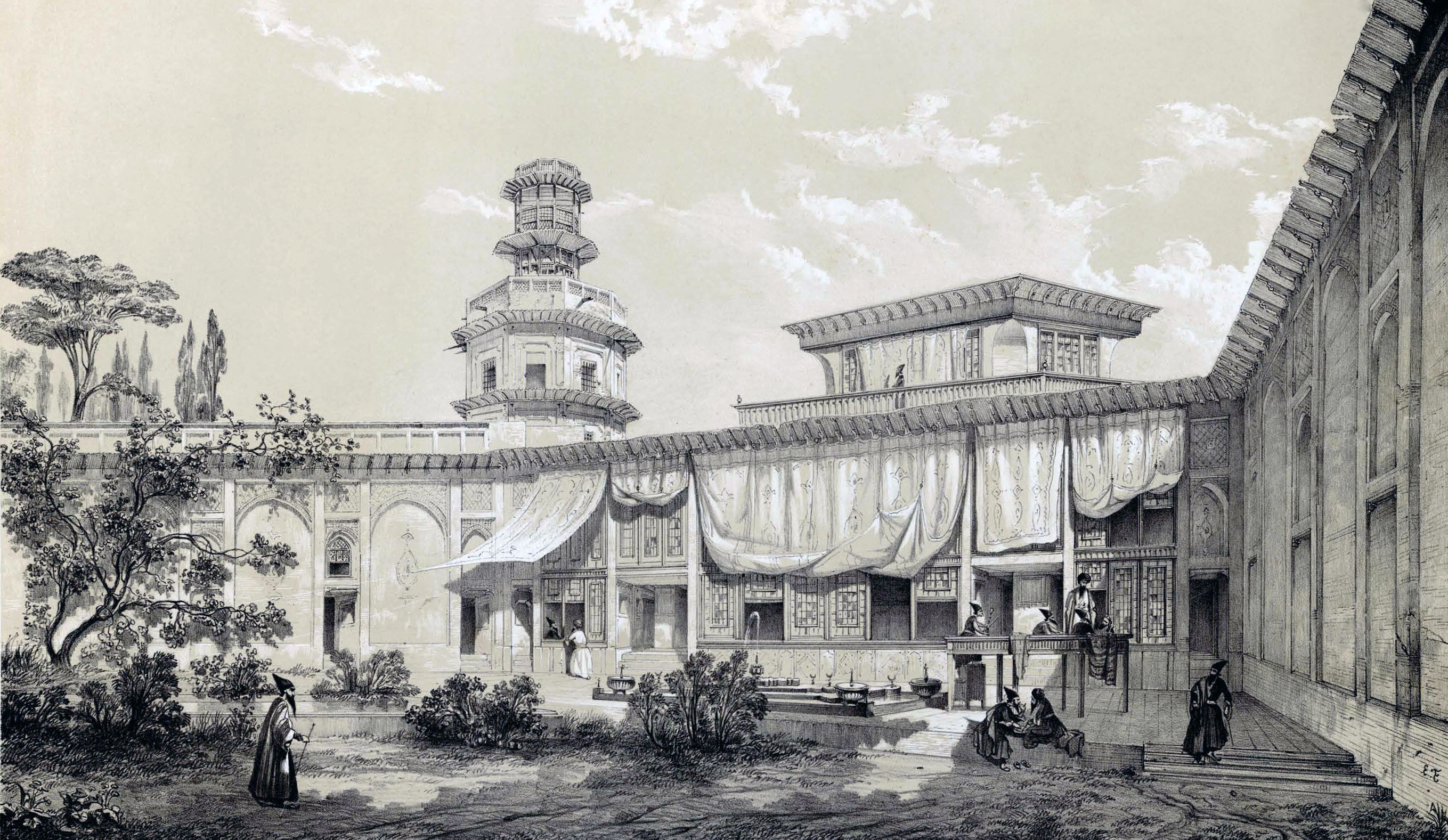
حیاط کاخ در اوایل دوران قاجار

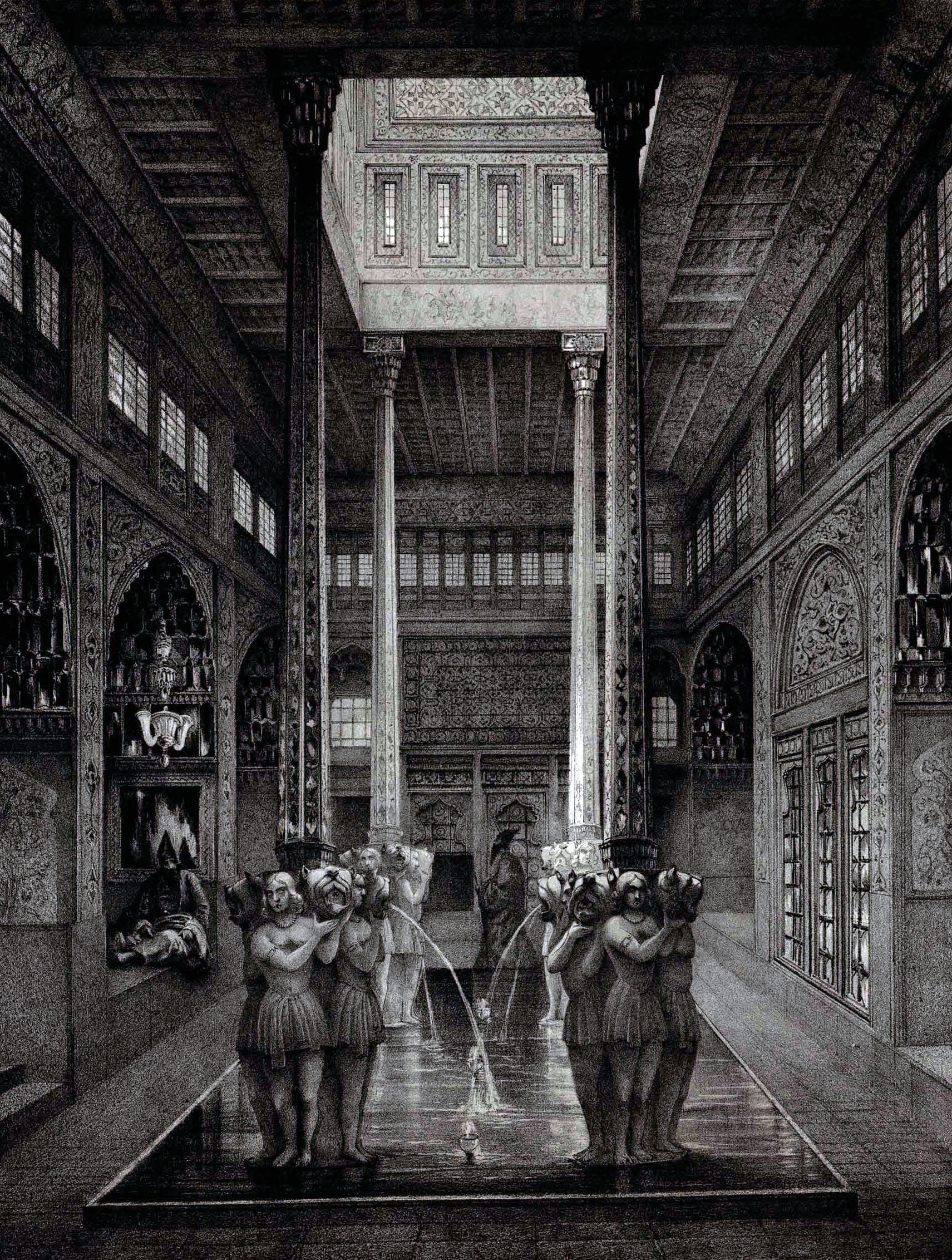
تالار سرپوشیده اثر اوژن فلاندن

کاخ چهارباغ، کاخ سرپوشیده، یا عمارت رکیب‌خانه از جمله بناهای بافت قدیم اصفهان به شمار می‌رود که در اوائل قرن یازدهم هجری مقارن با سلطنت شاه عباس اول ساخته شد. این عمارت در دوران قاجار پس از تغییراتی به عنوان خانهٔ حاکم اصفهان، از جمله ظل‌السلطان استفاده گردید. در زمان پهلوی ابتدا محل اقامت فرماندار و سپس اداره ثبت احوال اصفهان بود. این ساختمان اکنون موزهٔ هنرهای تزئینی و معاصر اصفهان است.

## پیشینه
این بنا در مرکز شهر اصفهان و نزدیک بناهای مشهوری همچون کاخ چهلستون، عالی قاپو، تالار اشرف، و توحیدخانه قرار دارد و از جمله بناهای بافت قدیم اصفهان به شمار می‌رود که در اوائل قرن یازدهم هجری مقارن با سلطنت شاه عباس اول به عنوان یکی از بناهای مجموعهٔ دولتخانهٔ صفوی احداث شد. با توجه به کلمهٔ «رکیب‌خانه» دانسته می‌شود که این عمارت محل نگهداری لوازم سوارکاری و یراق‌آلات دولتی بوده‌است.
با اضمحلال حکومت صفویه، عمارت رکیب‌خانه متروک گردید. اما در عصر قاجار به دستور محمدحسین‌خان صدر اصفهانی - صدراعظم نیک‌اندیش فتحعلی‌شاه - احیاء شد و «کاخ چهارباغ» یا «کاخ سرپوشیده» نام گرفت و محل اقامت حاکم اصفهان شد. در دورهٔ حکومت ظل‌السلطان با انجام تعمیرات و الحاقاتی مواجه گردید.
در دوران پهلوی ابتدا، اقامتگاه استاندار اصفهان بود، سپس ادارهٔ آمار و ثبت احوال اصفهان در این محل مستقر شد و تغییراتی در ساختمان و مخصوصاً در جبههٔ غربی آن صورت گرفت.
در سال‌های پس از انقلاب اسلامی رکیب‌خانه مورد مرمت اساسی قرار گرفت و بعد از بازسازی، مقرر شد اشیاء موجود در موزه‌های هنرهای تزئینی تهران و بقیهٔ اشیاء قدیمی به اصفهان منتقل و در این ساختمان به معرض تماشای عموم گذاشته شود. در اجرای این هدف در تابستان ۱۳۷۵ گنجینه‌های تزئینی رسماً افتتاح و مورد بهره‌برداری قرار گرفت.

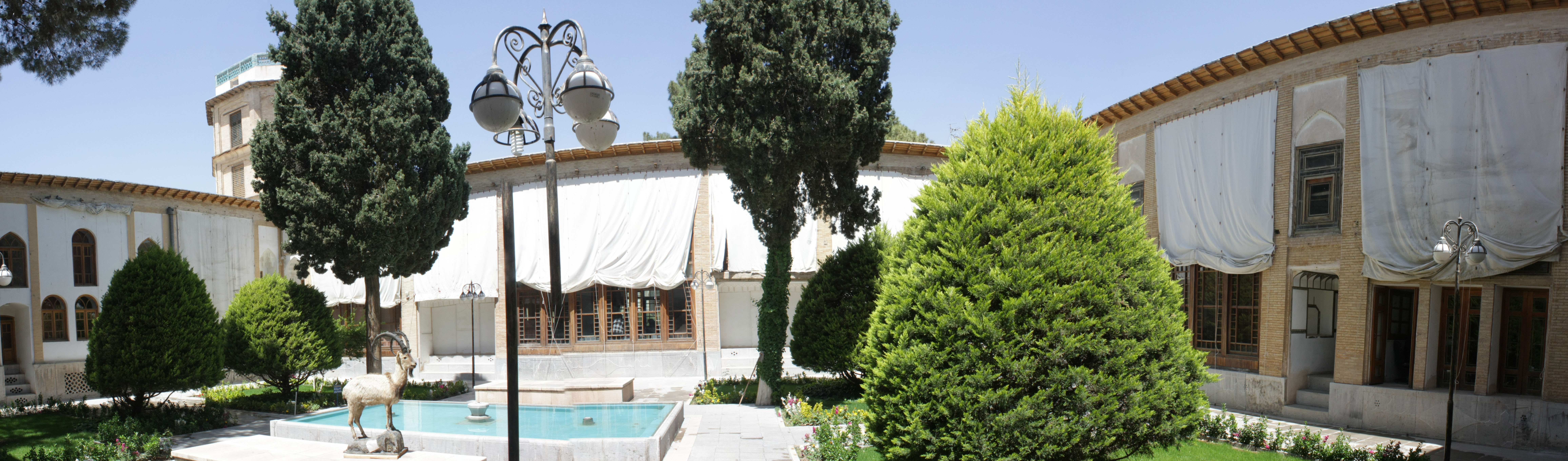
نمایی امروزی از حیاط عمارت

## معماری
در حال حاضر این گنجینه با فضائی به مساحت ۲۶۰۰ متر مربع و حدود ۱۲۰۰ متر فضای نمایشگاهی با در بر گرفتن هفت بخش دائمی صدها اثر نفیس هنری را برای بازدید عموم عرضه کرده‌است.
در گوشه‌ای از این عمارت، برج چندضلعی چندطبقه زیبایی مشاهده می شود. در قدیم از این برج برای نشان دادن شهر و گستره عمارات شاهی به سفرای خارجی استفاده گردیده است.
چشم‌انداز بی‌نظیری از شهر که در برابر دید مسافران فرنگی قرار می‌گرفت و عظمت و شکوه شهر را به تصویر می‌کشید.

## نگارخانه

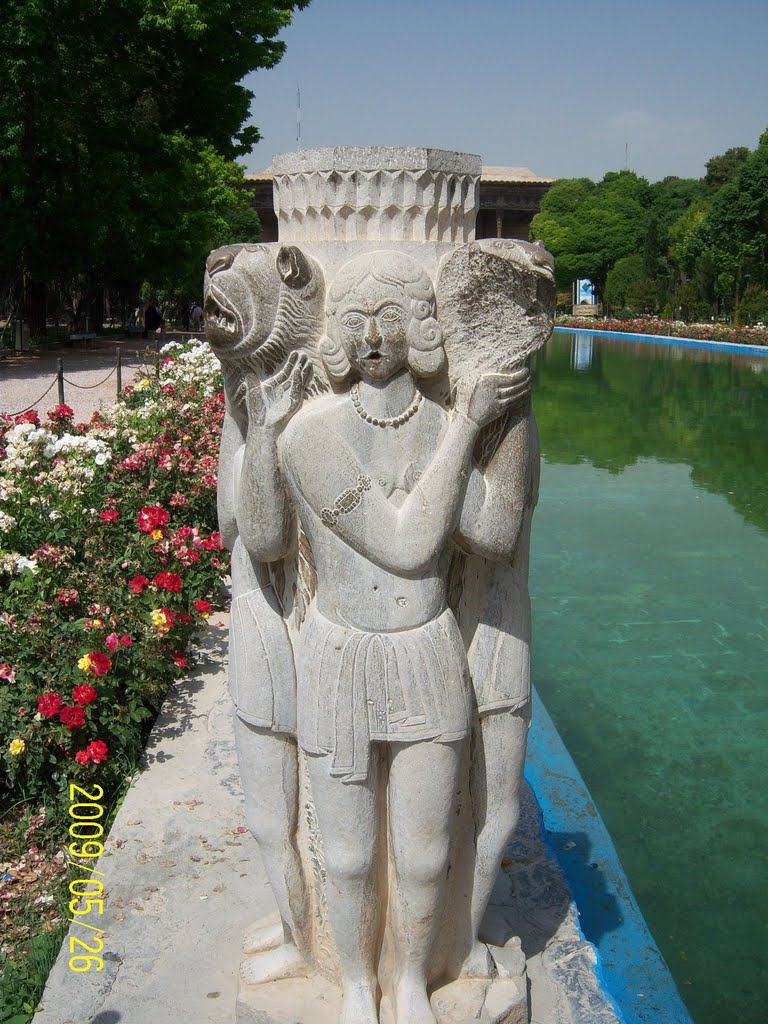
پایه‌ستون‌های تالار سرپوشیده که اکنون در چهل‌ستون نگهداری می‌شوند.
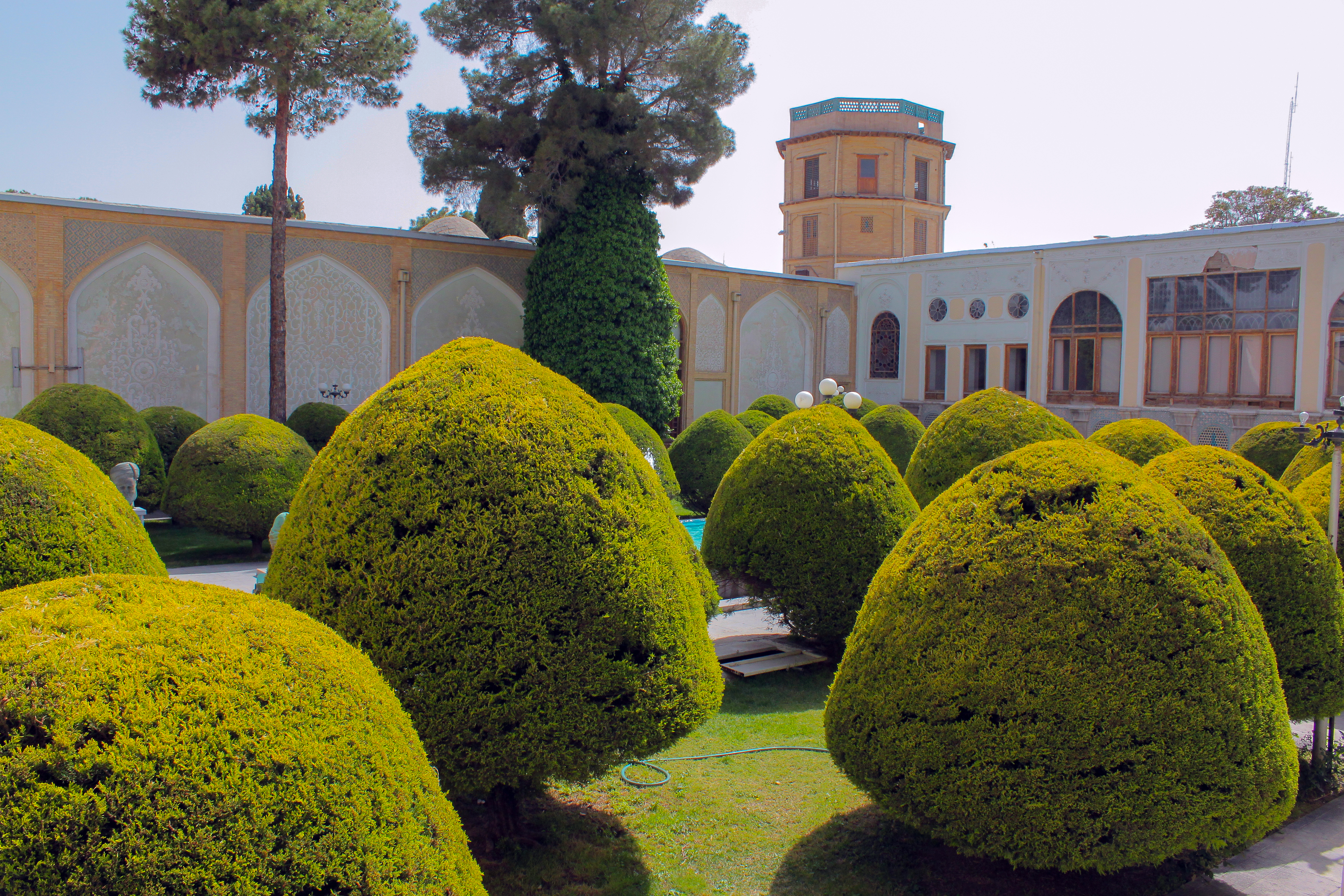
فضای کنونی عمارت (موزه هنرهای معاصر اصفهان)
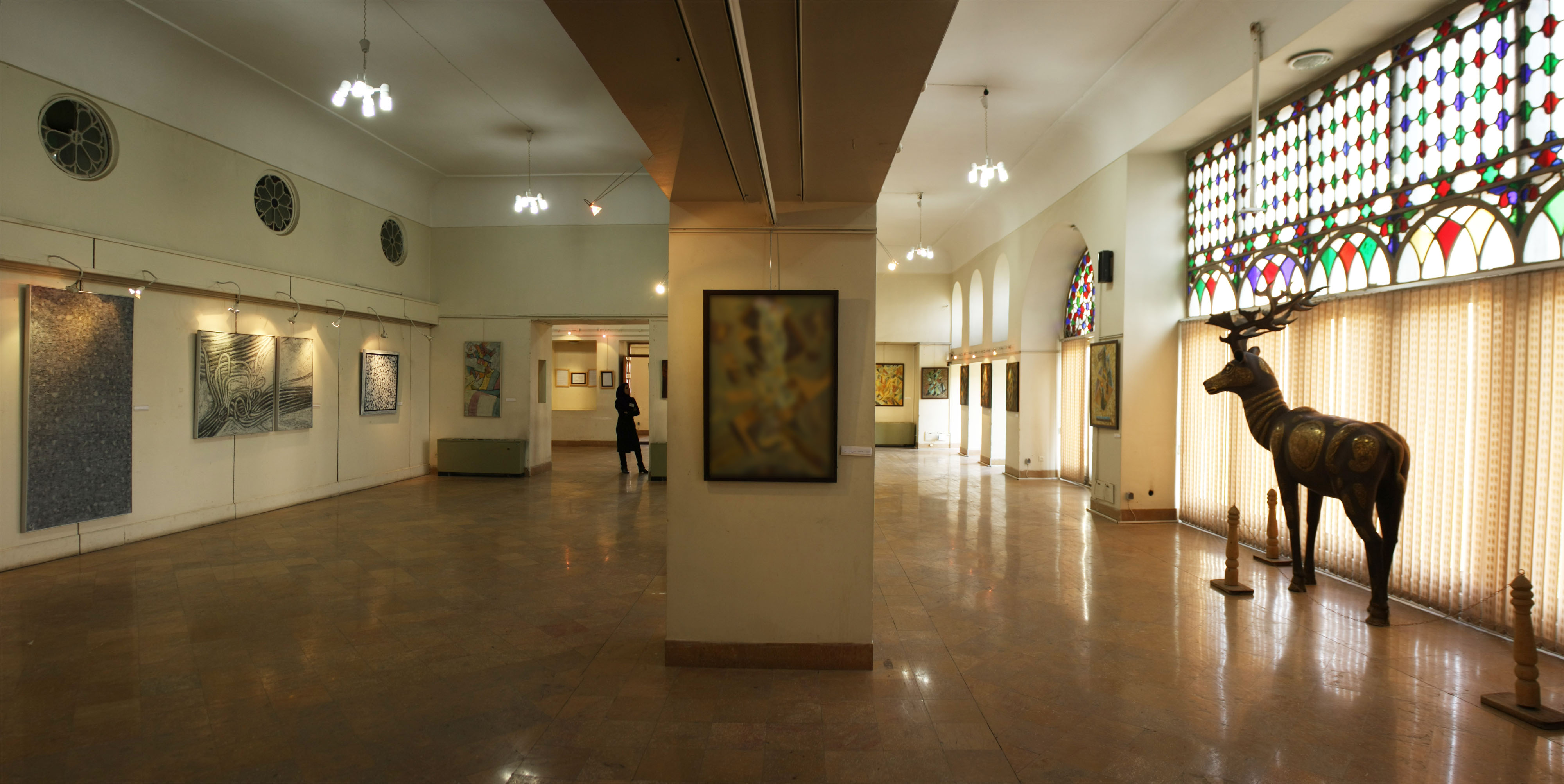
کاخ چهارباغ امروزه نمایشگاه آثار هنری است.
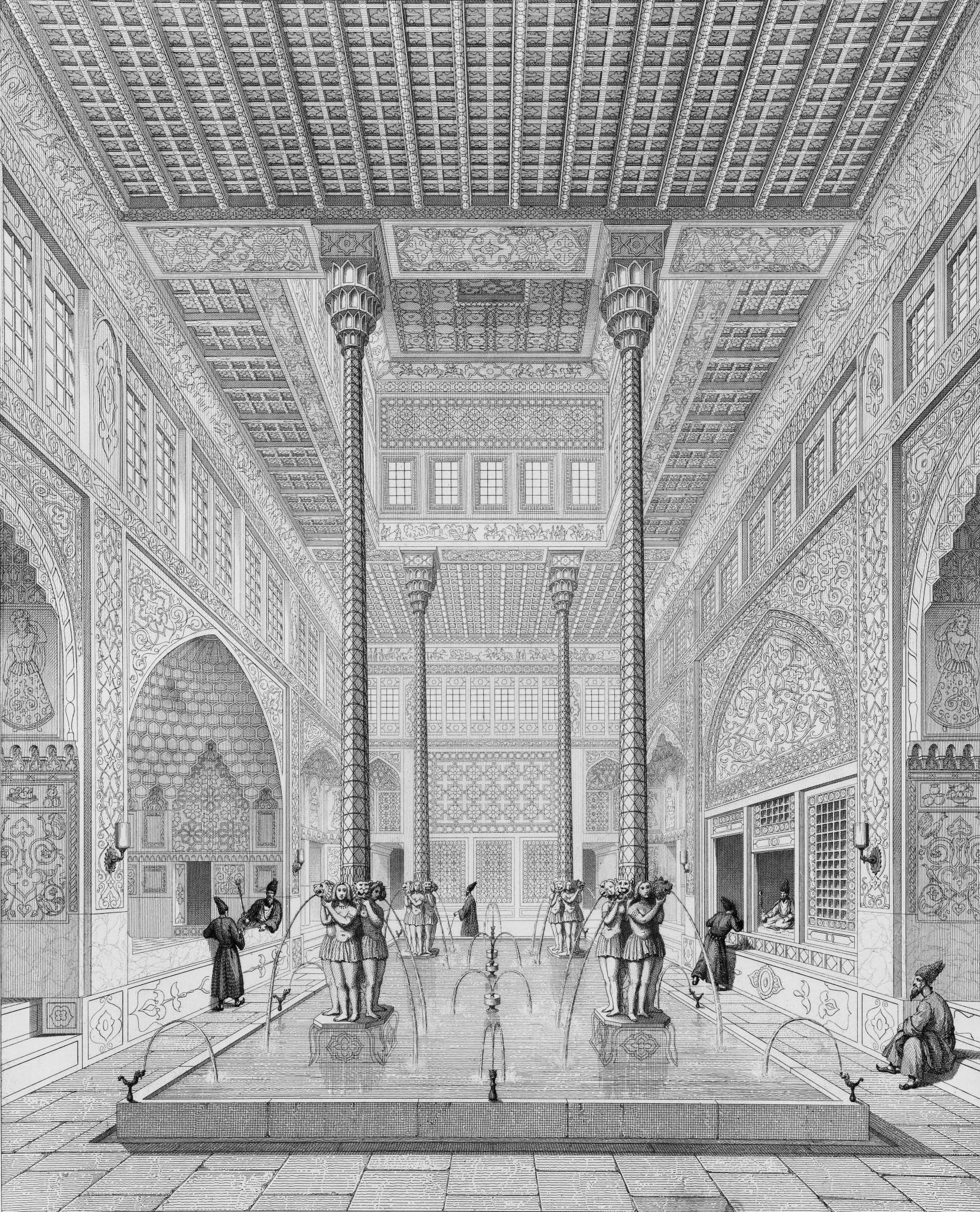
تالار سرپوشیده اثر پاسکال کوست.
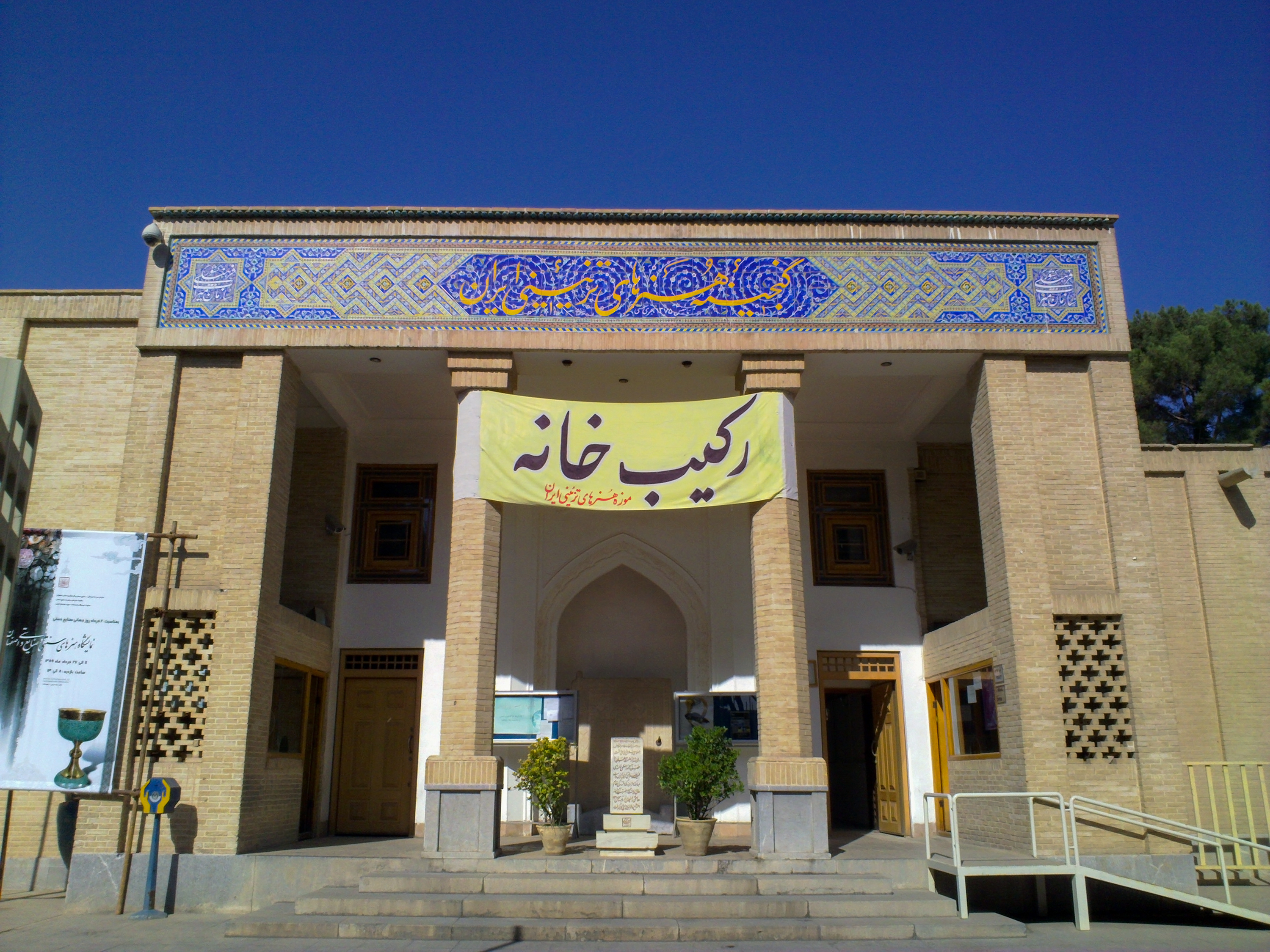
عمارت رکیب‌خانه
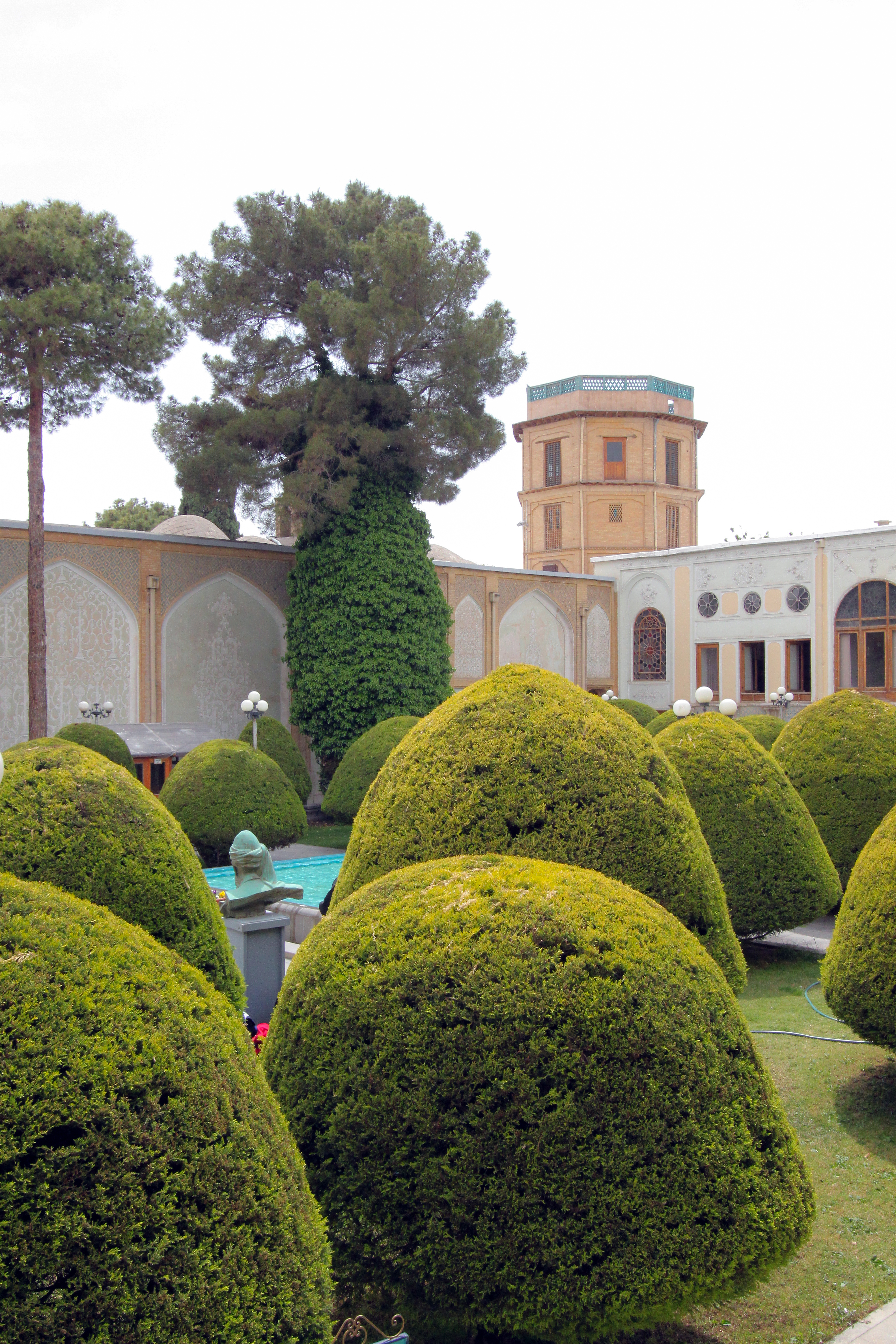
فضای کنونی عمارت (موزه هنرهای معاصر اصفهان)
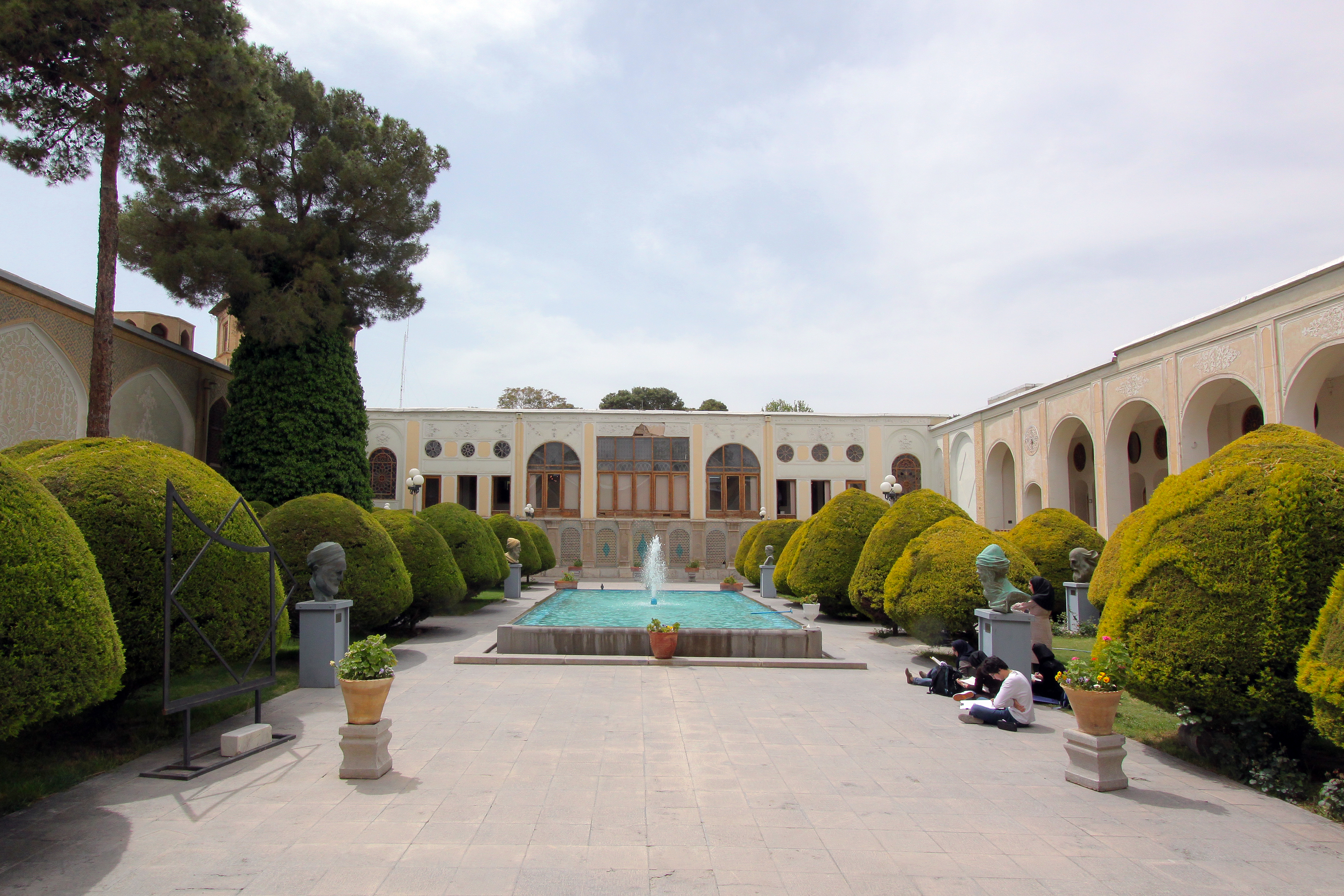
فضای کنونی عمارت (موزه هنرهای معاصر اصفهان)
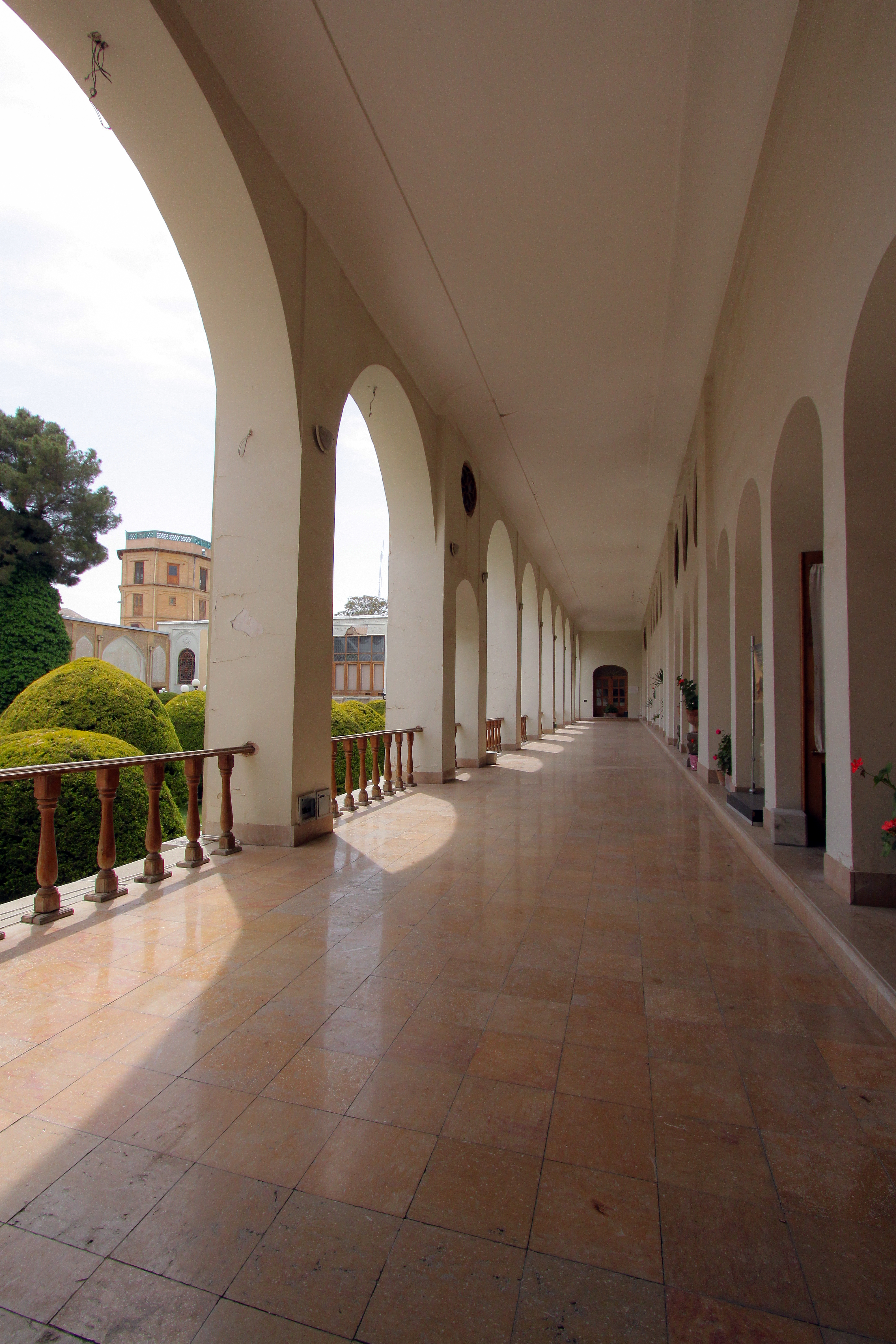
فضای کنونی عمارت (موزه هنرهای معاصر اصفهان)
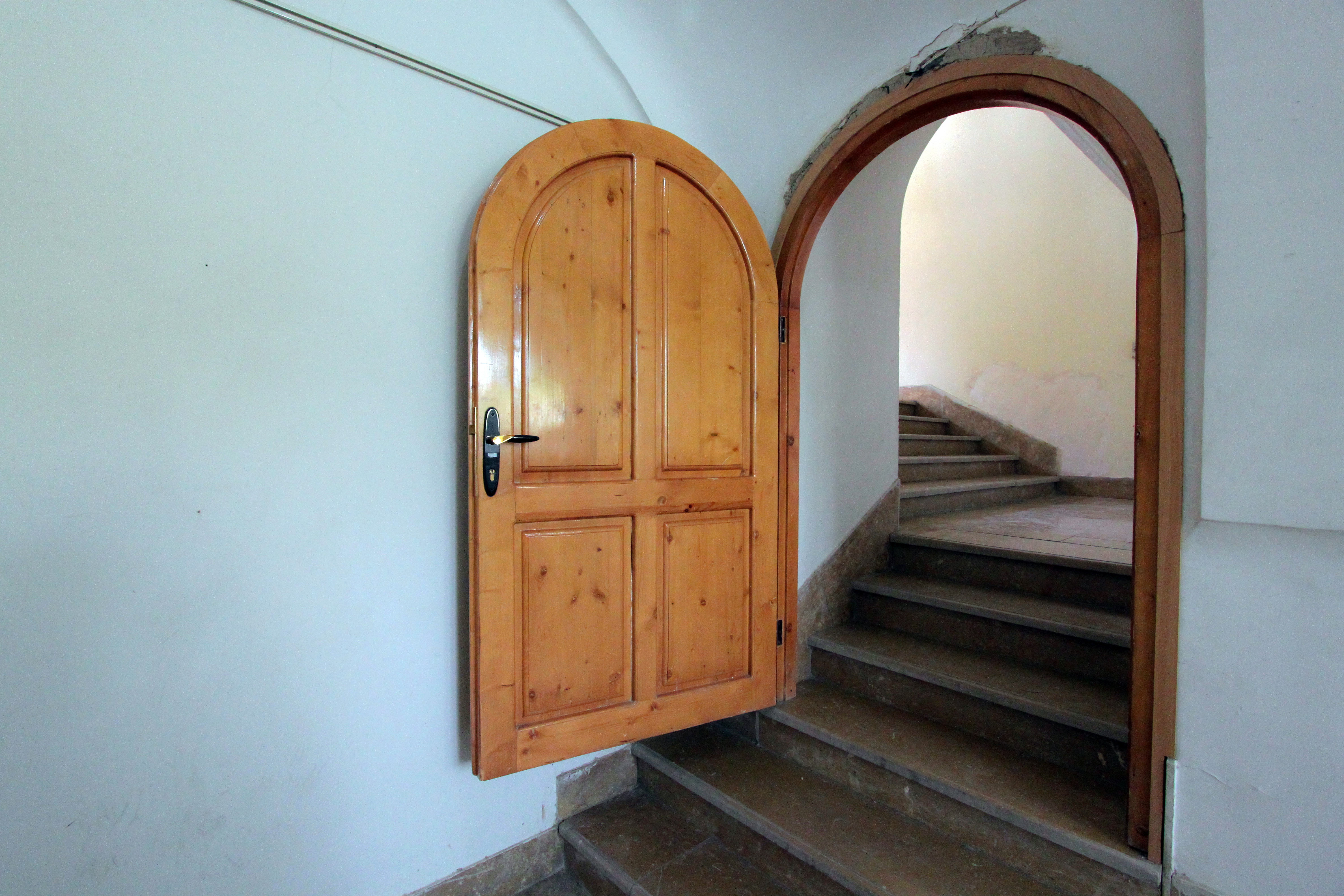
فضای کنونی عمارت (موزه هنرهای معاصر اصفهان)
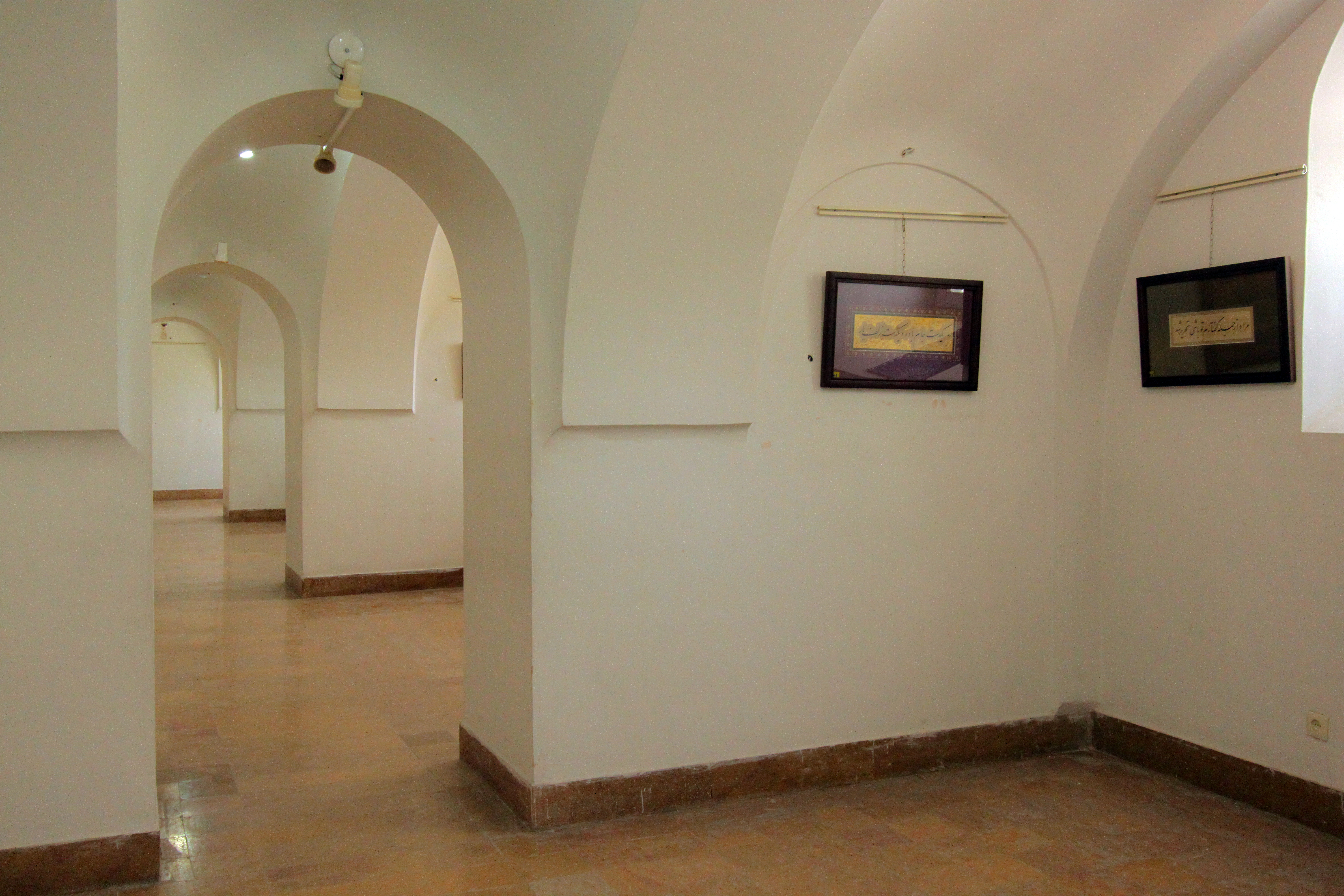
فضای کنونی عمارت (موزه هنرهای معاصر اصفهان)
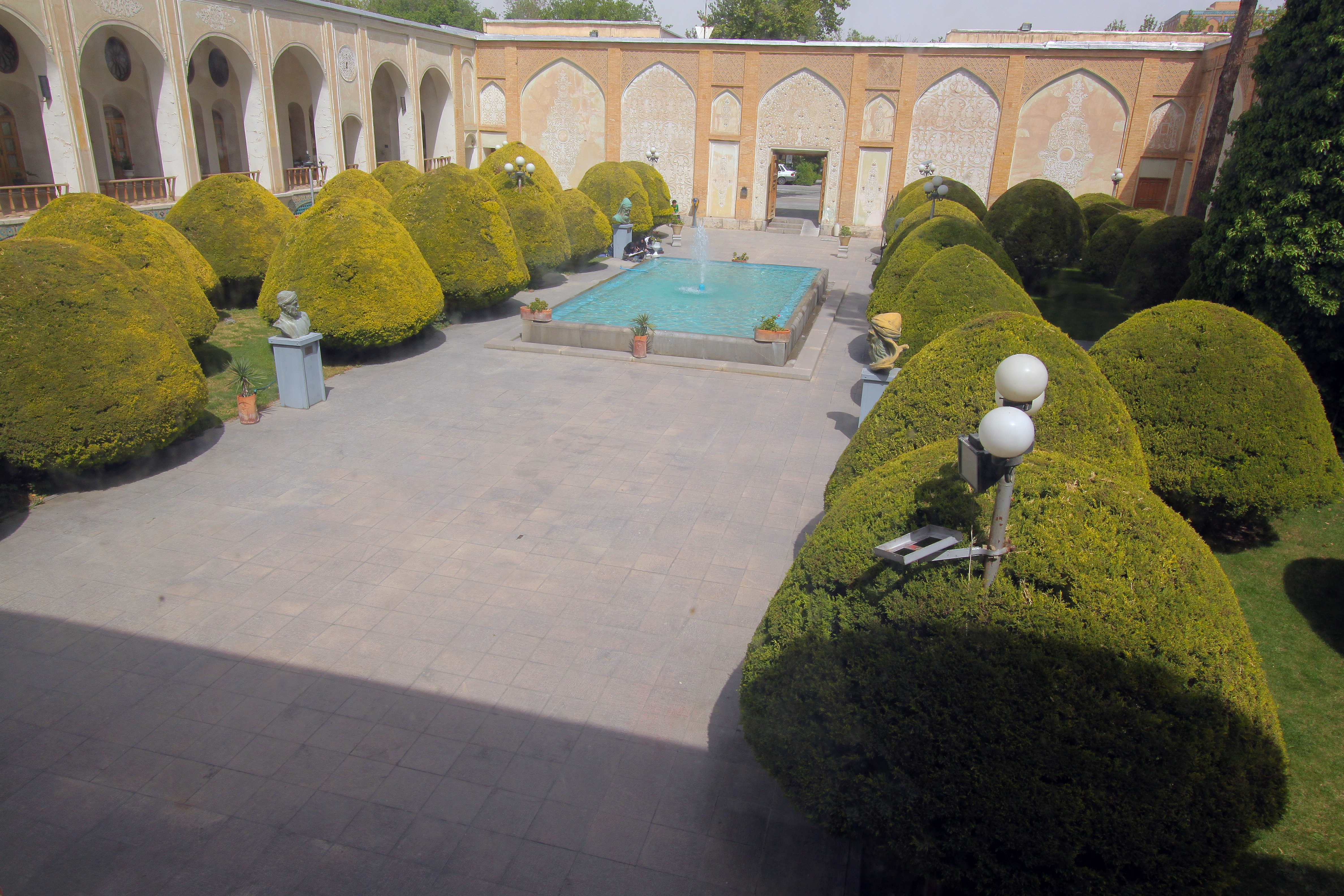
فضای کنونی عمارت (موزه هنرهای معاصر اصفهان)

## منبع
- عمارت‌ها، وب‌گاه رسمی شهر اصفهان. (استفاده از مطالب با ذکر منبع آزاد).